# Protoneura ailsa
Protoneura ailsa är en trollsländeart som beskrevs av Donnelly 1961. Protoneura ailsa ingår i släktet Protoneura och familjen Protoneuridae. Inga underarter finns listade i Catalogue of Life.